# Atomosphyrus breyeri
Atomosphyrus breyeri is een spinnensoort in de taxonomische indeling van de springspinnen (Salticidae).
Het dier behoort tot het geslacht Atomosphyrus. De wetenschappelijke naam van de soort werd voor het eerst geldig gepubliceerd in 1966 door María Elena Galiano.